# Enrique Saravia
Enrique Saravia, vollständiger Name Enrique Ángel Saravia Hernández, (* 23. April 1967 in Montevideo) ist ein ehemaliger uruguayischer Fußballspieler und heutiger Gewerkschaftsvorsitzender und Politiker.

## Biographie

### Fußballkarriere

#### Verein
Der 1,82 Meter große Defensivakteur Saravia gehörte zu Beginn seiner Karriere von 1986 bis mindestens zum zweiten Finalspiel um die Recopa Sudamericana Anfang Februar 1989 der Mannschaft Nacional Montevideos an. Die „Bolsos“ gewannen in dieser Phase, neben der Recopa Sudamericana 1989, im Jahr 1988 sowohl die Copa Libertadores als auch den Weltpokal. Ab Mitte Mai 1989 spielte er für LDU Quito in Ecuador. Anfang 1990 kehrte er zu Nacional zurück und blieb bis Mitte 1992. Anschließend war er bis zum Jahresende 1992 beim Club Deportivo Mandiyús aktiv und absolvierte bei den Argentiniern 22 Ligaspiele (kein Tor). 1993 stand er abermals in Reihen von Nacional Montevideo. 1994 war Defensor Sporting sein Arbeitgeber. In der ersten Jahreshälfte 1995 folgte eine Karrierestation beim Club Olimpia. Den Klub aus der paraguayischen Hauptstadt Asunción verließ er zugunsten der Rampla Juniors. Anfang Januar 1997 wechselte er von dort zum Club Atlético Cerro. Bei den Montevideanern bestritt er bis zum Jahresende 18 Ligapartien und schoss drei Tore. Ab Januar 1998 setzte er seine Laufbahn für ein Jahr in Chile bei Everton de Viña del Mar fort. Zum Jahresbeginn 1999 verpflichtete ihn der Club Atlético Rentistas, bei dem er in zwölf Ligaspielen auflief und einen Treffer erzielte. In den Spielzeiten 2000 und 2001 gehört er dem Kader des Rocha FC in der Primera División an. Im Jahr 2000 war er dabei Mitglied der Mannschaft des Rocha FC, die am 18. Februar jenes Jahres im Estadio Luis Tróccoli in Montevideo gegen Racing das erste Profispiel der Klubgeschichte in der höchsten uruguayischen Spielklasse absolvierte. In den beiden Folgejahren setzte er seine Karriere beim Colón FC fort und wurde in 34 Ligaspielen (ein Tor) eingesetzt. Als letzter Verein wird 2004 der Alianza Fútbol Club geführt, bei dem er noch dreimal (kein Tor) in der Liga zum Einsatz kam.

#### Erfolge
- Weltpokal: 1988
- Copa Libertadores: 1988
- Recopa Sudamericana: 1989

### Politische Karriere
Saravia ist seit 2003 Vorsitzender der uruguayischen Fußballspielergewerkschaft Mutual de Futbolistas Profesionales (MUFP). Er schlug nach dem Ende seiner sportlichen Karriere eine Laufbahn als Politiker ein. Bei den Parlamentswahlen 2014 trat er innerhalb des Parteienbündnisses Frente Amplio für die dem Espacio 609 zugehörige politische Gruppierung Espacio Celeste als Kandidat an.
Nach der Wahl ist er in der von 2015 bis 2020 währenden Legislaturperiode 3. Stellvertreter des Abgeordneten Julio Battistoni (Departamento Montevideo) in der Cámara de Representantes.